# Comté de Mitchell (Texas)
Pour les articles homonymes, voir Mitchell et Comté de Mitchell.
Le comté de Mitchell, en anglais : Mitchell County, est un comté situé au centre de l'État du Texas aux États-Unis. Fondé le 19 novembre 1876, son siège de comté est la ville de Colorado City. Selon le recensement des États-Unis de 2020, sa population est de 8 990 habitants. Le comté a une superficie de 2 372 km2, dont 2 357 km2 en surfaces terrestres. Il est baptisé en hommage aux frères Asa et Eli Mitchell, deux héros de la révolution texane.

## Organisation du comté
Le comté de Mitchell est créé le 19 novembre 1876, à partir des terres des comtés Young et de Tom Green. Il est définitivement organisé et autonome, le 10 janvier 1881.
Le comté est baptisé en référence aux deux frères Asa et Eli Mitchell, héros de la révolution texane,.

## Géographie
Le comté de Mitchell est situé au centre de l'État du Texas, aux États-Unis,.
Il a une superficie totale de 2 372,1 km2, composée de 2 359,7 km2 de terres et de 12,4 km2 de zones aquatiques.

## Comtés adjacents
| Comté de Borden | Comté de Scurry   |                |
| Comté de Howard | comté de Mitchell | Comté de Nolan |
|                 | Comté de Sterling | Comté de Coke  |

## Démographie
Lors du recensement de 2010, le comté comptait une population de 9 403 habitants. En 2017, la population est estimée à 8 468 habitants,.
| Groupes           | Comté de Mitchell | Texas | États-Unis |
| ----------------- | ----------------- | ----- | ---------- |
| Blancs            | 68,4              | 70,4  | 72,4       |
| Autres            | 17,7              | 10,6  | 6,4        |
| Afro-Américains   | 11,3              | 11,9  | 12,6       |
| Métis             | 1,6               | 2,5   | 2,7        |
| Amérindiens       | 0,7               | 0,7   | 0,9        |
| Asiatiques        | 0,3               | 3,8   | 4,8        |
| Total             | 100               | 100   | 100        |
|                   |                   |       |            |
| Latino-Américains | 37,0              | 37,6  | 16,7       |

Pyramide des âges du comté de Mitchell (2000).

Selon l'American Community Survey, pour la période 2011-2015, 73,49 % de la population âgée de plus de 5 ans déclare parler anglais à la maison, alors que 25,67 % déclare parler l’espagnol et 0,84 % une autre langue.

### Source de la traduction
- (en) Cet article est partiellement ou en totalité issu de l’article de Wikipédia en anglais intitulé « Mitchell County, Texas » (voir la liste des auteurs).